# Peter Hitchens
Peter Jonathan Hitchens (nascido a 28 de outubro de 1951 em Sliema, Malta) é um jornalista e escritor inglês. Hitchens escreve para o Jornal "The Mail on Sunday" e foi correspondente estrangeiro em Moscovo e Washington. Hitchens contribuiu também para as revistas e jornais "The Spectator", "The American Conservative", "The Guardian", "First Things", "Prospect" e "New Statesman". Ele é irmão do escritor Christopher Hitchens.
Hitchens começou a sua carreira política como um trotskista, mas descreve-se agora como um conservador burkeano. O seu estilo de debate conflituoso e opinativo muitas vezes torna-o uma figura controversa. As suas visões políticas cristãs conservadoras, tal como a sua oposição ao casamento entre pessoas do mesmo sexo e o seu apoio a políticas mais rígidas de drogas recreativas, foram recebidos com críticas e debates no Reino Unido.
Ele é profundamente crítico do moderno Partido Conservador do Reino Unido e tem-se oposto a muitas das suas políticas, incluindo a forma como o partido lidou com a pandemia COVID-19 em 2020. 

## Juventude e família
Peter Hitchens nasceu na Colónia da Coroa de Malta, onde o seu pai, Eric Ernest Hitchens (1909–1987), oficial da marinha de carreira, [2] estava estacionado como parte da então Frota do Mediterrâneo da Marinha Real. Hitchens esperava tornar-se um oficial da Marinha, mas um defeito no olho impediu-o de fazê-lo. [3] A sua mãe, Yvonne Jean Hitchens, (nascida Hickman; 1921–1973), cometeu suicídio em Atenas [4] em um pacto com o seu amante, um clérigo destituído chamado Timothy Bryan. [5] O par teve uma overdose de pílulas para dormir em quartos de hotel adjacentes, e Bryan cortou os pulsos na banheira.
Hitchens frequentou a Mount House School, Tavistock, a Leys School e a City of Oxford College [6] antes de ser aceito na University of York, onde estudou Filosofia e Política e foi membro do Alcuin College, graduando-se em 1973. [7]
Em 1983 casou-se com Eve Ross, filha do jornalista David Ross. [8] Juntos têm uma filha e dois filhos. [7] O seu filho mais velho, Dan, é vice-editor do Catholic Herald, um jornal católico romano com sede em Londres. [9] Hitchens reside em Oxford. 

## Religião
Hitchens foi criado como cristão e frequentou internatos cristãos, mas tornou-se ateu, começando a abandonar a sua fé aos quinze anos. Ele voltou à igreja mais tarde na vida, e agora é um anglicano e membro da Igreja da Inglaterra. 
Hitchens não sabia da origem judaica de sua avó materna, cujos ancestrais eram poloneses, até que ele a apresentou à esposa. Ao contrário do seu irmão, Christopher, que se autodenominava judeu, Peter refere-se a si mesmo como apenas 1/32 judeu. [12]

## Relacionamento com seu irmão
Debate com Christopher e Peter Hitchens sobre a Abolição da Grã-Bretanha, 14 de outubro de 1999, C-SPAN
O único irmão de Hitchens era o jornalista e escritor Christopher Hitchens, dois anos mais velho. Christopher disse em 2005 que a principal diferença entre os dois era a crença na existência de Deus. [13]
Peter foi um membro do International Socialists (precursores do moderno Socialist Workers 'Party) [14] de 1968 a 1975, (começando aos 17 anos), depois que Christopher o apresentou a eles.
Os irmãos desentenderam-se depois que Peter escreveu um artigo de 2001 no The Spectator que supostamente caracterizava Christopher como um stalinista. [15] [13] Após o nascimento do terceiro filho de Hitchens, os dois irmãos reconciliaram-se. [16]
A revisão de Peter do livro do seu irmão, Deus não é grande, levou a uma discussão pública entre os irmãos, mas não a um novo afastamento. [17] Na resenha, Peter escreveu que o livro de seu irmão fazia várias afirmações incorretas.
Em 2007, os irmãos apareceram como painelistas no Question Time da BBC TV, onde eles entraram em conflito em uma série de questões. [18] Em 2008, nos Estados Unidos, eles debateram a invasão do Iraque em 2003 e a existência de Deus. [19] Em 2010 no Pew Forum, a dupla debateu a natureza de Deus na civilização. [20]
Christopher morreu em 2011; em um serviço memorial realizado por ele em Nova York, Peter leu uma passagem da Epístola de São Paulo aos Filipenses, que Christopher havia lido no funeral de seu pai. [21] 

## Jornalismo
Ele juntou-se ao Partido Trabalhista em 1977, mas saiu logo após fazer campanha para Ken Livingstone em 1979, pensando que era errado carregar um cartão do partido ao reportar diretamente sobre política, [22] e coincidindo com o culminar de uma crescente desilusão pessoal com o movimento Trabalhista. [ 23]
Hitchens começou a sua carreira jornalística na imprensa local em Swindon e depois no Coventry Evening Telegraph. [24] Ele então trabalhou para o Daily Express entre 1977 e 2000, inicialmente como repórter especializado em educação e assuntos industriais e trabalhistas, depois como repórter político e, posteriormente, como editor político adjunto. [22] Deixando o jornalismo parlamentar para cobrir questões diplomáticas e de defesa, ele relatou o declínio e o colapso dos regimes comunistas em vários países do Pacto de Varsóvia, que culminou em uma passagem como correspondente em Moscovo e reportando sobre a sua vida na ciadade [25] durante os meses finais da União Soviética e os primeiros anos da Federação Russa em 1990–92. Ele participou da reportagem das eleições gerais do Reino Unido em 1992, seguindo de perto Neil Kinnock. [26] Ele então tornou-se o correspondente do Daily Express em Washington. [27] Retornando à Grã-Bretanha em 1995, ele tornou-se um comentarista e colunista.
Em 2000, Hitchens deixou o Daily Express, e após a sua aquisição por Richard Desmond, [28] afirmou que trabalhar para ele representaria um conflito moral de interesses. [29] Hitchens juntou-se ao The Mail on Sunday, onde tem uma coluna semanal e um weblog no qual debate diretamente com os leitores. Hitchens também escreveu para as revistas The Spectator e The American Conservative, e ocasionalmente para The Guardian, Prospect e the New Statesman.
Depois de ser selecionado em 2007 [30] e 2009, [31] Hitchens ganhou o Prêmio Orwell de jornalismo político em 2010. [32] Peter Kellner, um dos juízes do Prêmio Orwell, descreveu a escrita de Hitchens como sendo "tão firme, polida e potencialmente letal quanto a bota de um Guarda". [33]
Um regular no rádio e televisão britânicos, Hitchens tem estado no Question Time, [34] Any Questions ?, This Week, [35] The Daily Politics and The Big Questions. [36] Ele escreveu e apresentou vários documentários no Channel 4, incluindo exames críticos de Nelson Mandela [37] e David Cameron. [38] No final da década de 1990, Hitchens apresentou um programa na Talk Radio UK com Derek Draper e Austin Mitchell. [39] 
Em 2010, Hitchens foi descrito por Edward Lucas no The Economist como "um jornalista enérgico, tenaz, eloquente e corajoso. Ele critica o pensamento confuso e o comportamento desonesto em casa e no exterior." [40] Em 2009, Anthony Howard escreveu sobre Hitchens, " o velho socialista revolucionário nada perdeu de sua paixão e indignação com o passar dos anos. São apenas as convicções que mudaram, não o fervor e fanatismo com que continuam a ser mantidas. "[41] 

## Reportagem estrangeira
Hitchens trabalhou pela primeira vez como repórter estrangeiro na década de 1980, principalmente relatando do Bloco de Leste, com a sua primeira atribuição desse tipo à Polónia durante a crise do Solidariedade em novembro de 1980. Ele viajou para o Japão e Alemanha durante o seu tempo como repórter industrial e relatou de vários outros países, incluindo Estados Unidos, Japão e Coreia do Sul, como parte do grupo de repórteres que acompanha Margaret Thatcher. Depois de testemunhar a Revolução de Veludo e a Revolução Romena, ele tornou-se o correspondente residente em Moscovo do Daily Express em junho de 1990. Ele deixou Moscovo (pelo estreito de Bering) em outubro de 1992, e foi brevemente baseado em Londres, período durante o qual relatou da África do Sul durante os últimos dias do apartheid, e da Somália [42] no momento da intervenção das Nações Unidas na Guerra Civil Somaliana.
Em setembro de 1993 tornou-se o correspondente residente do Daily Express em Washington e, durante os dois anos seguintes, reportou de muitos dos 50 estados, bem como do Canadá, Haiti e Cuba. Ele continuou sua reportagem no exterior depois de ingressar no The Mail on Sunday, para o qual escreveu relatórios de todo o mundo, incluindo Rússia, Ucrânia (descrita por Edward Lucas como um "lapso desanimado" [40]), Turquia, Gaza, uma visita ao Iraque na sequência da invasão de 2003, um relatório secreto do Irão (descrito por Iain Dale como "bastante brilhante" [43]), China e Coreia do Norte. 

## Posições políticas
Edmund Burke em 1771. Burke é visto como o pai do pensamento conservador moderno.
Hitchens descreve-se como um conservador burkeano, [44] e social-democrata. [45] Em 2010, Michael Gove, escrevendo no The Times, afirmou que, para Hitchens, o que é mais importante do que a divisão entre a esquerda e a direita é "o abismo mais profundo entre o progressista inquieto e o pessimista cristão". [46] Hitchens aderiu ao Partido Conservador em 1997 e saiu em 2003, aquando de ter desafiado Michael Portillo para a nomeação conservadora na cadeira de Kensington e Chelsea em 1999. [47]
Hitchens tem rejeitado sistematicamente o moderno Partido Conservador do Reino Unido desde os anos 1990. Isto porque acredita que o partido desde então abandonou o verdadeiro conservadorismo social. [48] Ele é da opinião que o conservadorismo deve incorporar um senso burkeano de dever público, consciência e estado de direito, que vê como a melhor garantia de liberdade. Além disso, essa visão mantém uma hostilidade geral a reformas precipitadas e aventureirismo. Isso foi central para sua crítica a muitas propostas de política do governo do Novo Trabalhismo, que via como ataques à liberdade e facetas de uma revolução constitucional. [49] Ele acredita que o partido conservador deveria ser um defensor das instituições estabelecidas, como a igreja e a monarquia, mas em vez disso mudou para o liberalismo social. Ele acredita que o ateísmo, junto com o liberalismo social, são as causas do enfraquecimento sistemático do Cristianismo. “Os verdadeiros interesses da esquerda são morais, culturais, sexuais e sociais. Eles conduzem a um Estado poderoso. Não porque se empenhem ativamente em conquistá-lo”, escreveu Hitchens. [50] Ele também acredita que a Primeira Guerra Mundial e a devolução do casamento são as causas do fim do Cristianismo na Europa. [51] [52] No seu livro 'The Cameron Delusion', Hitchens argumenta que nas últimas décadas, o partido havia-se tornado virtualmente 'indistinguível do Blairite New Labour'. [53] Ele pensa que o partido conservador é agora apenas um veículo para "obter cargos para os filhos dos senhores" e odeia o partido. [54] [55] A afirmação de Hitchens de que os "conservadores são agora o principal partido de esquerda no país" no seu e-mail na coluna de domingo foi recebida com muitas críticas. [56] [57] 
Ele acredita que a pena de morte é um elemento de um sistema de justiça forte. [58] [59] e foi o único jornalista britânico a comparecer e escrever sobre a execução do britânico Nicholas Ingram na América em 1995. [60]
Ele opõe-se à privatização das ferrovias. [44]
Hitchens tem sido um membro proeminente da campanha para limpar o nome do falecido bispo de Chichester, George Bell, de acusações de abuso sexual infantil. [61] [62] Ele argumentou que a Igreja de Inglaterra o condenou no que ele descreve como um tribunal canguru, [63] e declarou o seu desejo de que as alegações não fossem tratadas como factos provados. [64]